# Andrzej Nowakowski (wojewoda)
Andrzej Ireneusz Nowakowski (ur. 2 maja 1951 w miejscowości Łaz) – polski polityk, były wojewoda wielkopolski.

## Życiorys
Ukończył studia na Wydziale Prawa i Administracji Uniwersytetu im. Adama Mickiewicza, po których w 1974 rozpoczął pracę w administracji publicznej. Kierował POP PZPR w Urzędzie Wojewódzkim w Poznaniu.
W latach 90. zajmował stanowisko szefa gabinetu wojewody poznańskiego Włodzimierza Łęckiego, w 1997 został dyrektorem generalnym urzędu wojewódzkiego. Od 1999 do 2001 był członkiem zarządu województwa wielkopolskiego I kadencji.
W latach 2001–2005 pełnił funkcję wojewody wielkopolskiego. Bez powodzenia kandydował do parlamentu w wyborach w 2005 i 2007 oraz na urząd prezydenta Poznania w wyborach samorządowych w 2006. W tym samym roku uzyskał mandat radnego, obejmując stanowisko wiceprzewodniczącego rady miasta. Pracuje w prywatnej spółce.
W 2004 został honorowym obywatelem Grodziska Wielkopolskiego.